# Phạm Đức Châu
Phạm Đức Châu (sinh năm 1959) là đại biểu Quốc hội Việt Nam khóa 13, thuộc đoàn đại biểu Quảng Trị.